# David Pocock
David Pocock (nacido el 23 de abril de 1988) es un exjugador de rugby australiano que jugaba como ala o número 8. Representó a los Wallabies internacionalmente.

## Carrera profesional
Pocock creció en Zimbabue y emigró con su familia a Brisbane, Australia, en 2002. Se educó en la Anglican Church Grammar School de Brisbane. En 2005, jugó en el ganador XV de la escuela, junto con el futuro compañero Wallabie Quade Cooper. Ese mismo año fue seleccionado para jugar con los Australian Schoolboys, el mayor nivel de rugby escolar en Australia.
Pocock jugó para la Force, donde debutó en 2006 contra los Sharks en Durban. Pocock apareció con Australia A en la 2007 IRB Pacific Nations Cup, siendo "hombre del partido" en múltiples ocasiones en el torneo. 
Su debut con la selección de rugby de Australia fue en 2008, contra Nueva Zelanda en Hong Kong. Ese año jugó el Campeonato Mundial de Rugby Juvenil (sub-20) en Gales]] como capitán. Sustituyó a George Smith como primer flanker del lado abierto de Australia en su segunda temporada internacional en 2009. Ganó nominaciones a "Jugador del Año" de IRB en años consecutivos. Ganó la medalla John Eales en 2010. Formó parte de la selección australiana que quedó tercera en la Copa Mundial de Rugby de 2011.
Pocock asumió la capitanía de los Wallabies durante los partidos de mitad de temporada de 2012 cuando el capitán habitual James Horwill resultó lesionado. Jugó contra los galeses en Cardiff en la gira de primavera de 2012. A la conclusión de la temporada de Super Rugby 2012, dejó la Western Force para unirse a los ACT Brumbies.
Pasó por cirugía reconstructiva en la rodilla en las temporadas 2013 y 2014. El 15 de enero de 2015, Pocock, junto con su compañero de equipo Nic White, fueron nombrados vicecapitanes de los Brumbies para la temporada de Super Rugby 2015.
En 2015 Pocock y los wallabies se proclaman campeones de Rugby Championship 2015 al derrotar a los All Blacks por 27-19 en el Estadio ANZ de Sídney
Es seleccionado para formar parte de la selección australiana que participa en la Copa Mundial de Rugby de 2015. Ha sido seleccionado para la Copa Mundial de Rugby de 2015. En su primer partido en la fase de grupos, consiguió anotar dos ensayos, contribuyendo así a la victoria de su equipo 28-13 sobre Fiyi. En la final de la Copa Mundial, perdida por Australia 17-34 frente a Nueva Zelanda, David Pocock anotó el primero de los dos ensayos de su equipo.
Pocock fue el mejor jugador de Australia en el mundial lo que le sirvió para ser nominado por la IRB como uno de los jugadores del año

## Vida personal
Entre la gira de Force por el Reino Unido y la gira de primavera de los Wallabies de 2008 ascendió al monte Kilimanjaro con uno de sus amigos, Morgan Clarke. 
Pocock se implica en cuestiones como el cambio climático y el daño al medio ambiente. Públicamente ha expresado sus preocupaciones respecto a estos temas. 
En noviembre de 2014, Pocock fue arrestado por una protesta contra una mina de carbón (Maules Creek Mine) en Nueva Gales del Sur.
Pocock es también uno de los más visibles defensores dentro del deporte profesional australiano contra la homofobia.
A finales de 2010, él y su compañera Emma Palandri realizaron una ceremonia de compromiso ante su familia y amigos en Perth; han alegado que rechazan casarse hasta que esté abierto a las parejas del mismo sexo en Australia. David y su amigo Luke O’Keefe llevan una organización sin ánimo de lucro, Eightytwenty Vision, que ayuda a las personas menos afortunadas de Zimbahue.